# Operationalisierung
Die Operationalisierung oder Messbarmachung legt fest, wie ein theoretisches Konstrukt (z. B. Schwerkraft, Intelligenz oder Gerechtigkeit) beobachtbar und messbar gemacht werden soll. Sie hat in allen empirisch arbeitenden Wissenschaften eine große Bedeutung, da sie die Grundlage dafür ist, Messungen durchführen zu können. Wichtig ist eine geeignete Operationalisierung etwa bei der Prüfung von Hypothesen.
Bei der Operationalisierung eines Konstrukts wird festgelegt, mit welchem Messinstrument (sogenanntem Indikator, z. B. physikalisches Messgerät, Fragebogen) die verschiedenen Ausprägungen der interessierenden Größe quantifiziert werden. Neben dem gewählten Indikator (auch Messgröße genannt) müssen für die Operationalisierung auch die Erhebungsmethode, das Erhebungsinstrument und dabei insbesondere die Teile, mit denen die empirischen Informationen gewonnen werden sollen, beschrieben werden. Schließlich ist noch das Verfahren zu erläutern, wie die Informationen für die eigentliche Analyse aufbereitet werden. Zur Operationalisierung eines theoretischen Konstrukts gehört auch die Frage, welches Messniveau die verwendeten Indikatoren haben sollen.

## Beispiel
„Die Verarbeitungsgeschwindigkeit des menschlichen Gehirns kann u. a. mit Hilfe der Reaktionsgeschwindigkeit operationalisiert werden.“ Die Operationalisierung könnte ein psychologisches Experiment sein, in dem eine Versuchsperson vor ein Gerät gesetzt wird, das aus einer einzelnen Lampe und einem Druckschalter besteht. Lampe und Druckschalter sind an eine Computer-Stoppuhr angeschlossen, die gestartet wird, wenn die Lampe aufleuchtet und stoppt, wenn die Versuchsperson den Schalter drückt. Das ist die Beschreibung des Erhebungsinstruments.
Der Schalter ist dabei so konstruiert, dass er die Stoppuhr in dem Moment anhält, in dem der Finger des Probanden den Schalter berührt. Der Proband muss demnach keinen Widerstand überwinden, um den Schalter auszulösen (Beschreibung der Teile des Instruments, die zur Gewinnung der Information benutzt werden).
Der Proband erhält die Aufgabe, den Schalter zu drücken, sobald die Lampe aufleuchtet. Soweit die Beschreibung der Erhebungsmethode.
Im Computer können neben den Daten der Stoppuhr noch weitere soziodemographische Daten der Probanden erfasst und gespeichert werden (Aufbereitung der Informationen für die eigentliche Analyse).

## Qualitätskriterien
Das Ergebnis einer empirischen Untersuchung kann wesentlich von der Wahl der Operationalisierung abhängen. Daher müssen Indikatoren (Antworten auf Testfragen) bzw. Operationalisierungen in der Wissenschaft drei wesentliche Qualitätskriterien erfüllen:
- Objektivität bzw. intersubjektive Nachvollziehbarkeit
- Reliabilität (Zuverlässigkeit)
- Validität (Gültigkeit)

Beispiel: Man wird zwischen dem Abstand der Ohren und der Intelligenz einen starken Zusammenhang finden, wenn man Intelligenz durch den Kopfumfang operationalisiert. Ein Kritiker könnte gegen dieses Ergebnis einwerfen, dass der Kopfumfang kein valides Maß für Intelligenz ist (es wird nicht das gemessen, was gemessen werden sollte). Hat der Versuchsleiter zudem ein Maßband aus dehnbarem Gummi verwendet, so wäre auch die Reliabilität zu bemängeln (zwei Messungen liefern unterschiedliche Ergebnisse). Wenn darüber hinaus nicht aufgezeichnet wurde, an welcher Stelle das Maßband um den Kopf der Person zu legen ist und ein anderer Forscher die Messung selbst daher gar nicht nachvollziehen kann, so ist auch keine Objektivität (intersubjektive Nachvollziehbarkeit) gegeben.
Validität setzt bei der Betrachtung Reliabilität voraus: Ist die Messung gar nicht erst zuverlässig, so kann sie schon gar nicht das messen, was gemessen werden soll. Ein Validitätskoeffizient kann nicht größer werden als die Wurzel aus dem Reliabilitätskoeffizienten.

## Bedeutung in der Pädagogik
Operationalisierung in der Pädagogik beschreibt das Erreichen eines abstrakten Lernziels bei Beachtung konkreter Verhaltensweisen. Deren Beherrschung soll in einem Lernprozess erreicht werden.